# Karlstjärnen, Ångermanland
Karlstjärnen är en sjö i Bjurholms kommun i Ångermanland och ingår i Lögdeälvens huvudavrinningsområde. Sjön har en area på 0,182 kvadratkilometer och ligger 229 meter över havet. Vid provfiske har abborre, gers, gädda och mört fångats i sjön.

## Delavrinningsområde
Karlstjärnen ingår i det delavrinningsområde (709122-164717) som SMHI kallar för Utloppet av Karlstjärnen. Medelhöjden är 265 meter över havet och ytan är 2,3 kvadratkilometer. Räknas de 9 avrinningsområdena uppströms in blir den ackumulerade arean 50,12 kvadratkilometer. Karlsbäcken som avvattnar avrinningsområdet har biflödesordning 2, vilket innebär att vattnet flödar genom totalt 2 vattendrag innan det når havet efter 72 kilometer. Avrinningsområdet består mestadels av skog (67 procent). Avrinningsområdet har 0,18 kvadratkilometer vattenytor vilket ger det en sjöprocent på 7,6 procent.